# زيارت (غهرة)
زیارت (بالفارسية: زیارت) هي قرية تقع في إيران في قسم غهرة الريفي. يقدر عدد سكانها بـ 200 نسمة بحسب إحصاء 2016.